# ني كيراسيا (ثيسالونيكي)
ني كيراسيا (Νέα Κερασιά) هي مدينة في ثيسالونيكي في مقاطعة فوريا إلادا في اليونان.